# Simon J. Berger
Simon J. Berger (Högalids församling, 1 juni 1979) is een Zweedse acteur.

## Biografie
Berger werd geboren als zoon van jazzmuzikant Bengt Berger en kunstenares Gittan Jönssonen. Hij is een broer van filmregisseur Jöns Jönsson. Gedurende enkele jaren studeerde hij geesteswetenschappen aan de Universiteit van Lund en in die tijd was hij al verbonden aan het plaatselijke studententoneel, maar pas later besloot hij zich te professionaliseren en theater te gaan studeren aan de Fridhems Folkhögskola in Svalöv. Aansluitend ging hij naar de theateracademie in Malmö, waaraan hij in 2007 afstudeerde. Tijdens zijn laatste jaar kreeg hij een rol in de serie Upp till kamp aangeboden. In 2008 verscheen de korte film Istället för Abrakadabra, waarin Berger de hoofdrol vertolkte. Deze productie werd genomineerd voor onder meer een Oscar in de categorie Beste korte live action film. Voor zijn rol in de televisieserie Exit werd de Zweed in 2020 genomineerd voor onder meer een Gullruten en Golden Screen.

## Filmografie (selectie)
| Jaar        | Titel                              | Rol                  | Type productie | Opmerkingen     |
| ----------- | ---------------------------------- | -------------------- | -------------- | --------------- |
| 2007        | Upp till kamp                      | Erik Westfeldt       | Televisieserie | 4 afleveringen  |
| 2008        | Istället för abrakadabra           | Thomas               | Korte film     |                 |
| 2010        | Wallander                          | Stefan Wilkes        | Televisieserie | 1 aflevering    |
| 2012        | Arne Dahl                          | Skarlander           | Televisieserie | 2 afleveringen  |
| 2012        | Call Girl                          | John                 | Film           |                 |
| 2012        | Johan Falk                         | Göran Svensson       | Televisieserie | 1 aflevering    |
| 2015        | De nærmeste (Homesick)             | Henrik               | Film           |                 |
| 2015 - 2017 | Modus                              | Isak Aronson         | Televisieserie | 12 aflevering   |
| 2016        | Beck                               | Stefan Mattson       | Televisieserie | 1 aflevering    |
| 2018        | Conspiracy of Silence              | Jens Riis-Jørgenssen | Televisieserie | 7 afleveringen  |
| 2019        | Hidden: Förstfödd                  | Adrian Savin         | Televisieserie | 5 afleveringen  |
| 2019 - 2023 | Exit                               | Adam Veile           | Televisieserie | 24 afleveringen |
| 2020        | Roslund & Hellström: Box 21        | Tobias Nordwall      | Televisieserie | 5 afleveringen  |
| 2021        | Jägarna (The Hunters)              | Joar Särn            | Televisieserie | 6 afleveringen  |
| 2023        | Slutet på sommaren (End of Summer) | Krister Månsson      | Televisieserie | 4 afleveringen  |